# Белое знамя (союз)
Союз «Белое знамя» — нижегородская губернская русская национал-монархическая организация, самостоятельно существовавшая в 1905—1906 годах (затем — в составе Союза русского народа) и являвшаяся наиболее крупной организацией подобного рода в Нижегородской губернии.
Создана 22 октября 1905. Лидером стал купец А. А. Хохлов. Принимала участие в подавлении революционных выступлений, в том числе с помощью созданной ей боевой дружины. В конце 1905 года в Союзе состояло около 4,2 тысяч человек. В 1906 был принят Устав и программа организации. В связи с радикализацией организации, поддержанной большинством её членов её ряды покинули более умеренные белознаменцы, включая и первого лидера.
В 1906 году Союз «Белое знамя» стал губернским отделом Союза русского народа, оставаясь в этом качестве до Февральской революции, после которой был распущен. Имел 13 подотделов (региональных отделений). В 1909—1917 году выпускал газету «Козьма Минин».